# Zászlósfarkú fecskekolibri
A zászlósfarkú fecskekolibri (Discosura longicaudus) a madarak (Aves) osztályának a sarlósfecske-alakúak (Apodiformes) rendjéhez, ezen belül a kolibrifélék (Trochilidae) családjához tartozó faj.

## Rendszerezése
A fajt Johann Friedrich Gmelin német természettudós írta le 1788-ban, a Trochilus nembe Trochilus longicaudus néven. Néha helytelenül használják a  Discosura longicauda nevet is.

## Előfordulása
Dél-Amerika északi részén, Brazília, Francia Guyana, Guyana, Suriname és Venezuela területén honos. A természetes élőhelye szubtrópusi és trópusi síkvidéki esőerdők és szavannák. Állandó, nem vonuló faj.

## Megjelenése
A hím testhossza 10 centiméter, a tojóé 7,8 centiméter, testtömege 3-4 gramm. A hím megismerhető két hosszú, csupasz külső faroktolláról, melynek a végén díszes zászlócska található.
|  |

## Életmódja
Nektárral táplálkozik.

## Szaporodása
Fák ágvilláihoz pókhálóval rögzíti csésze alakú fészkét.

## Természetvédelmi helyzete
Az elterjedési területe rendkívül nagy, egyedszáma ugyan csökkenő, de még nem éri el a kritikus szintet. A Természetvédelmi Világszövetség Vörös listáján nem veszélyeztetett fajként szerepel.

## Külső hivatkozások
- Képek az interneten a fajról
- Internet Bird Collection - videók a fajról
- Xeno-canto.org - a faj hangja és elterjedési területe